# Hogna pardalina
Hogna pardalina là một loài nhện trong họ Lycosidae.
Loài này thuộc chi Hogna. Hogna pardalina được Philip Bertkau miêu tả năm 1880.